# Distretto di Nong Bua Rawe
Il distretto di Nong Bua Rawe (in thailandese: หนองบัวระเหว) è un distretto (amphoe) della Thailandia, situato nella provincia di Chaiyaphum.